# Manuncang
Manuncang is een bestuurslaag in het regentschap Mandailing Natal van de provincie Noord-Sumatra, Indonesië. Manuncang telt 664 inwoners (volkstelling 2010).